# Lendava (plaats)
Lendava (Hongaars: Lendva) is een plaats in Slovenië en maakt deel uit van de gemeente Lendava in de NUTS-3-regio Pomurska. De plaats telde 2.954 inwoners op 1 januari 2020.
Naast het Sloveens heeft het Hongaars in het stadje een officiële status. De Hongaren vormden in 2002 met 39,37% van de inwoners van de gemeente (4.390 personen) een belangrijke minderheid onder de inwoners. Lendava is een van de drie gemeenten in Slovenië waar het Hongaars een status heeft. De Hongaren hebben in het stadje een eigen cultureel centrum, het Bánffy Központ, naar de adellijke familie Bánffy de Alsólendva die uit Lendava stamt en hier zijn stamslot had. Tot 1919 behoorde Lendava onder de naam Lendva tot het Koninkrijk Hongarije (onderdeel van het Habsburgse rijk).
In Lendava is een consulaat van Hongarije gevestigd en vanuit de stad zendt Muravidéki Magyar Rádió uit.

## Bezienswaardigheden
- Burcht van Lendava (museum en galerie)
- Katholieke kerk
- Theater (ontworpen door de Hongaarse architect Imre Makovecz)

## Media
In Lendava verschijnt het enige Hongaarstalige weekblad van Slovenië: Népújság (Volksblad).
https://www.nepujsag.net/